# Mljet
Mljet (en latín: Melita, en italiano: Meleda) es una isla en el sureste de la Dalmacia, a pocos km de Dubrovnik, en la moderna Croacia. El parque nacional de Mljet se fundó como el cuarto parque nacional de Croacia, después de los de Plitvice, Paklenica y Risnjak, el 11 de noviembre de 1960. 

## Población
Según el censo de 2001, Mljet tiene una población de 1111 habitantes. El 97,93% de la población es de origen croata.

## Geografía
Mljet se encuentra al sur de la península de Pelješac, separada por el canal de Mljet. Su longitud es de 37 km, su anchura media de 3,2 km. Es de origen volcánico, con numerosos barrancos y desfiladeros, de los cuales el más largo, el Babino Polje, conecta el norte y el sur de la isla. Puerto Polace, el puerto principal en el norte, es un puerto de escala para los transbordadores de turismo. Mljet tiene un hotel, El Odisej (del griego Odiseo), en la esquina noroeste de la isla.
La parte noroeste de la isla incluye un mar interior, así como una pequeña isla dentro de él. Es parque nacional desde 12 de noviembre de 1960.
Los antiguos griegos llamaron a la isla "Melita" o «miel» que, a lo largo de los siglos, evolucionó hasta convertirse en el nombre eslavo Mljet (pronunciado Mliet) y su dual latino Meleda.
El 72 % de la isla  está cubierto de bosque. La estructura geológica de la isla está formada por piedra caliza y dolomita, formando crestas, crestas y laderas. Las pocas depresiones en la isla de Mljet que están por debajo del nivel del mar son conocidos como blatine ("lagos de barro") o slatine ("lagos de sal"). Durante las temporadas de lluvia, los lagos de barro se llenan de agua, que durante el verano se tornan salobres.
El clima es mediterráneo, con temperaturas promedio en enero de 9 °C y en julio cercanas a los 24 °C.

## Historia
Mljet fue descubierta por los geógrafos antiguos greco-romanos, quienes escribieron los primeros registros y descripciones. La isla fue descrita por primera vez por Escílax de Carianda en el siglo VI a. C., aunque esta isla también aparece en el texto Periplo de Pseudo-Escílax. En ambos textos se nombra Mélite, corroborado por Apolonio de Rodas.  Agatémeros y Plinio el Viejo llamaron a la isla, Melita. Agesilao de Anaxarba, quien había sido gobernador de Cilicia, fue desterrado a Mljet por el emperador romano Septimio Severo (145-211).
Mljet es mencionada alrededor de 950 por el emperador bizantino Constantino VII Porfirogéneta.  La isla fue fuertemente disputada por las naciones croatas de Pagania y Zachlumia, hasta la unificación del Reino de Serbia en el siglo XII. 
Mljet ha sido considerada como la isla "Melita" en la que naufragó San Pablo, siendo el primer este punto de vista expuesto en el siglo X por el emperador bizantino Constantino VII. Esto se contradice con la opinión de que San Pablo naufragó en la isla mediterránea de Malta. Existe un puerto en honor a San Pablo en ambas islas.
Los benedictinos de Pulsano en Apulia se convirtieron en los señores feudales de la isla en 1151, habiendo llegado desde el Monte Gargano en Italia. Llegaron a la isla por la cala Sutmiholjska y el príncipe serbio Desa de la Cámara de Vojislavljevic construyó y les donó la iglesia y monasterio de Santa María en el islote del Lago Grande (1187-1198). El papa Inocencio III publicó un documento de consagración de la iglesia en 1198. 
La isla estuvo bajo el dominio de Stefan Nemanja en 1166-1168. En 1222, su hijo Stefan II Nemanjic, el primer Nemanjic coronado como rey de los serbios, dotó sus tierras de monasterios y la iglesia en Krkar a la Orden Benedictina de Mljet. Después de servir como el último bastión marítimo serbio, el emperador Stefan Uroš V regaló la isla a Balsa I en 1357. 
Los benedictinos renunciaron a su dominio sobre la isla en 1345, dejando solo un tercio de la tierra. La isla tiene un estatuto y un municipio en Babino Polje. Fue formalmente anexada por la República de Ragusa, en 1410. Según el contrato con los benedictinos, el municipio tenía que pagar 300 perperas anuales. 
En el siglo XVI, el monasterio era el centro de la Congregación de Mljet (Congregatio Melitensem o Melitanam), la comunidad monástica de todos los monasterios de monjes benedictinos en el ámbito de la República de Ragusa. El primer presidente de la Congregación fue Mauro Vetrani, el abad del monasterio de Mljet y famoso poeta. Otro gran poeta no fue abad, ignacio Giorgi, del siglo XVIII. Conforme pasaba el tiempo, el monasterio benedictino de Mljet perdió su importancia, mientras que la sede de la Congregación de Mljet se trasladó a Sveti Jakov, cerca de Ragusa. 
En 1809, durante el reinado de Napoleón, se disolvió el monasterio de Mljet. Cuando Austria se hizo cargo de la isla, se puso la oficina de silvicultura en el edificio. Entre las dos guerras mundiales, el edificio era propiedad del Obispado de Ragusa (Dubrovnik). En 1960 se convirtió en un hotel y en 1998 fue devuelto al obispado. 
La isla tiene una larga historia de daños ecológicos. A fin de aliviar sus problemas de transporte, los monjes excavaron un canal hacia la costa sur del lago, convirtiendo los lagos de agua dulce en lagos de agua salada.
El segundo incidente implicó la introducción de mangostas. Se hizo en la Edad Media con el fin de reducir la población de serpientes en la isla. Si bien las mangostas cumplieron con esta tarea, también se extinguieron casi todas las aves de la isla a través de la predación de los huevos. A día de hoy, la isla es reserva biológica, especialmente de aves.